# 1988年カルガリーオリンピックのオーストリア選手団
1988年カルガリーオリンピックのオーストリア選手団（1988ねんカルガリーオリンピックのオーストリアせんしゅだん）は、1988年2月13日から2月28日までカナダのカルガリーで開催された1988年カルガリーオリンピックのオーストリア選手団、およびその競技結果。

## 概要
今大会は金メダル3個、銅メダル5個、銅メダル2個の計10個のメダルを獲得した。
スピードスケートではミヒャエル・ハチエフが男子10000mで銀メダル、男子1500mで銅メダルを獲得した。オーストリア勢のオリンピックのスピードスケート競技のメダルは、1936年ガルミッシュ・パルテンキルヘンオリンピック以来52年ぶり。

## メダル
| メダル | 選手名                                                                     | 競技             | 種目               |
| ------ | -------------------------------------------------------------------------- | ---------------- | ------------------ |
| 金     | フーベルト・シュトロルツ                                                   | アルペンスキー   | 男子複合           |
| 金     | ジークリット・ヴォルフ                                                     | アルペンスキー   | 女子スーパー大回転 |
| 金     | アニタ・ヴァハター                                                         | アルペンスキー   | 女子複合           |
| 銀     | ベルンハルト・グシュトライン                                               | アルペンスキー   | 男子複合           |
| 銀     | フーベルト・シュトロルツ                                                   | アルペンスキー   | 男子大回転         |
| 銀     | ヘルムート・マイヤー                                                       | アルペンスキー   | 男子スーパー大回転 |
| 銀     | クラウス・ズルツェンバッハ                                                 | ノルディック複合 | 男子個人           |
| 銀     | ミヒャエル・ハチコフ                                                       | スピードスケート | 男子10000m         |
| 銅     | ハンスヨルグ・アッシェンワルド ギュンター・サー クラウス・ズルツェンバッハ | ノルディック複合 | 男子団体           |
| 銅     | ミヒャエル・ハチエフ                                                       | スピードスケート | 男子1500m          |